# Sistemi di fuga lunare

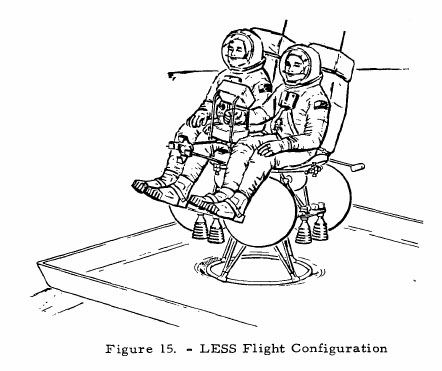
Concetto di LESS

I sistemi di fuga lunare (LESS) erano una serie di mezzi di emergenza progettati per missioni Apollo di lunga durata mai effettuate. Poiché queste missioni erano ancora più ipotetiche delle missioni Apollo pianificate e annullate, i progetti non sono mai stati realizzati. Questo concetto era un'evoluzione del Lunar Flying Vehicle progettato dalla Bell Aerospace (un progetto di mobilità di superficie lunare annullato a favore del meno rischioso Lunar Rover).

## Dettagli
Poiché dopo le prime missioni Apollo la NASA aveva programmato soggiorni più lunghi sulla Luna, essa dovette prendere in considerazione una serie di nuove problematiche, una delle quali riguardava il da farsi nel caso i cui gli astronauti non sarebbero potuti tornare indietro. In genere, più una navicella spaziale è inattiva, meno affidabile diventa, perciò dopo un ipotetico soggiorno di due settimane sulla Luna il motore di risalita del modulo lunare o altri sistemi essenziali avrebbero potuto non funzionare, lasciando gli astronauti bloccati sulla Luna senza provviste sufficienti per sopravvivere fino all'arrivo di una missione di salvataggio dalla Terra.
La NASA aveva studiato una serie di sistemi di fuga lunare a basso costo e a bassa massa (LESS) che potevano essere caricati sul modulo lunare come unità di scorta, piuttosto che come una scialuppa di salvataggio su una nave.
L'approccio alla metodologia "KISS" era all'ordine del giorno, con alcune ipotesi di base su qualsiasi sistema LESS operativo: 
1. Il LESS avrebbe utilizzato il carburante proveniente dai serbatoi della fase di risalita LM, quindi non sarebbe stato trasportato altro carburante durante la missione.
2. Piuttosto che i molteplici sistemi ridondanti utilizzati altrove nel programma Apollo, il LESS sarebbe stato il più semplice possibile, pur continuando a svolgere la sua missione.
3. Tutto il supporto vitale sarebbe stato fornito dagli zaini delle tute spaziali degli astronauti.  Questo riduceva notevolmente la massa e la complessità del LESS, ma richiedeva che gli astronauti potessero incontrarsi con il CSM in orbita nel giro di quattro ore dalla fornitura di ossigeno nello zaino.
4. Il LESS avrebbe supportato soggiorni fino a 14 giorni sulla superficie lunare.

Altri aspetti riguardavano la necessità che il LESS fosse il più leggero possibile, in modo da non ridurre significativamente la capacità di carico del LEM, e facile da imballare nel LM così da non intralciare l'altro carico. La maggior parte dei progetti utilizzava un sistema di gambe staccabili: le gambe venivano posizionate sulla superficie lunare, il LESS veniva assemblato sopra di esse e le gambe venivano poi lasciate sulla superficie al lancio del LESS. Questo non riduceva direttamente la massa richiesta, ma riduceva la massa a vuoto del LESS, diminuendo il carburante necessario per portarlo in orbita, limitando anche la spinta richiesta dai motori e la massa totale del progetto.
Per consentire la rimozione sicura del LESS e assicurarsi che non provocasse lesioni all'astronauta che lo stava rimuovendo, il LESS lo si sarebbe impacchettato nella fiancata dello stadio di discesa del LM, e sarebbero stati forniti bracci e fili per consentire la sua rimozione controllata. Come slitta era prevista anche una copertura protettiva, in modo che il LESS potesse essere spinto o tirato lungo il terreno fino al raggiungimento di una posizione di lancio sicura prima del suo montaggio. Le operazioni di installazione richiedevano almeno quarantacinque minuti, con altre due ore per il checkout e il rifornimento di carburante prima del lancio. Nelle missioni di lunga durata l'equipaggio avrebbe potuto assemblare il LESS all'inizio della missione come misura precauzionale.
Data la natura estremamente ridotta del LESS rispetto ad un'astronave tipica della sua epoca, le differenze principali tra i progetti riguardavano la propulsione, la guida, la navigazione e il controllo.

### Propulsione
Tipicamente i progetti LESS utilizzavano serbatoi di carburante flessibili in modo da poterli ripiegare per lo stoccaggio. Quando il LESS sarebbe stato collegato alla fase di risalita LM, i serbatoi flessibili sarebbero stati riempiti e si sarebbero espansi fino a raggiungere la loro piena capienza, pronti per il volo.
Alcuni progetti LESS prevedevano l'utilizzo di un singolo motore sotto il centro, ma molti adottavano motori multipli intorno al bordo, tipicamente basandosi sui Reaction control system Apollo (RCS) utilizzati per il controllo dell'assetto sul modulo di comando e servizio (CSM) e sul modulo lunare (LM). Questi avevano una spinta di circa 440 N ciascuno, quindi mettendo otto propulsori in coppia agli angoli di un quadrato si poteva ottenere una spinta sufficiente a portare in orbita due astronauti.
Un altro vantaggio dei progetti basati sul sistema RCS consisteva nella possibilità di azionare i propulsori RCS in brevi accensioni della durata di dieci millisecondi, in modo che, invece dell'utilizzo di un complesso hardware di regolazione della accelerazione, potevano semplicemente essere azionati ad impulsi per regolare la spinta media nel corso del tempo. Potevano anche essere utilizzati per fornire il controllo dell'assetto variando la frequenza di accensione di ciascun propulsore intorno al bordo del LESS.

### Pilotaggio
Le indicazioni nei progetti standard LESS erano semplici: uno strumento per misurare l'attitudine della navicella spaziale, un orologio per mostrare il tempo dal momento del decollo e un programma di lancio pianificato. Il computer di guida Apollo usato come autopilota per il CSM e il LM aveva una massa di circa 45 kg e consumava una quantità troppo elevata di energia, quindi il volo controllato dal computer non era realizzabile. Questo sarebbe stato uno dei pochi casi in cui un astronauta avrebbe pilotato manualmente un razzo fino all'orbita, e con molta meno strumentazione del normale.
Gli astronauti avrebbero aspettato il momento appropriato per il decollo che li avrebbe portati in un'orbita vicina al CSM, poi si sarebbero lanciati. Il pilota avrebbe cercato di mantenere una rotta costante, e ad intervalli prestabiliti durante l'accensione avrebbe regolato il beccheggio ad inclinazioni prestabilite. In questo modo si sarebbe potuto controllare la velocità verticale e orizzontale del LESS e di conseguenza l'orbita in cui sarebbe entrato: il motore si sarebbe spento in un istante predeterminato, al raggiungimento dell'orbita corretta.
Anche se il pilota avesse commesso qualche errore durante il volo in direzione dello spazio, non sarebbe stato necessariamente fatale. Il CSM avrebbe mantenuto una riserva di carburante, e avrebbe potuto cambiare velocità al massimo di circa 250 metri al secondo per raggiungere il punto di incontro con il LESS dopo l'inserimento in orbita. Mentre questo non avrebbe permesso di cambiare di molto l'inclinazione orbitale, il CSM avrebbe potuto cambiare significativamente l'altitudine orbitale per allinearsi con il LESS. Il rischio maggiore derivante da errori di pilotaggio sarebbe stato il rischio di finire l'ossigeno prima di essere raggiunti dal CSM.
Il LESS sarebbe stato dotato di una luce lampeggiante e di un radiofaro VHF per semplificare il tracciamento dal CSM. Al raggiungimento del punto di rendez-vous il pilota del CSM avrebbe attraccato con il LESS utilizzando la stessa sonda di attracco utilizzata per l'attracco con il LM, e con uno speciale attacco sulla parte anteriore del LESS. Questo avrebbe richiesto un pilotaggio molto abile da parte del pilota, in quanto qualsiasi uso dei jet RCS frontali avrebbe potuto rappresentare un serio pericolo per gli astronauti del LESS se i gas di scarico caldi li avessero colpiti.
Una volta agganciato, il pilota del CSM avrebbe depressurizzato il modulo di comando e aperto il portello spaziale, cosicché gli astronauti del LESS avrebbero potuto usare le maniglie esterne del modulo di comando per salire al portello e arrampicarsi all'interno. L'equipaggio avrebbe poi separato il CSM dal LESS e lo avrebbe lasciato in orbita lunare quando sarebbero tornati sulla Terra.

### Navigazione
Il LESS non disponeva di massa o potenza per un'unità di misura inerziale per rilevare l'accelerazione e indicare agli astronauti dove si trovavano, dove stavano andando o a che velocità ci sarebbero arrivati, o anche per un altimetro radar che mostrasse l'altitudine al di sopra della superficie lunare.
Nello spazio profondo questo avrebbe reso difficile la navigazione, ma gli astronauti sarebbero stati vicini alla superficie lunare, quindi erano disponibili altre opzioni. La maggior parte dei progetti prevedeva che gli astronauti avrebbero usato punti di riferimento sulla superficie lunare per controllare la loro rotta, mentre il programma di lancio si sarebbe occupato dell'altitudine e della velocità. Mantenendo il punto di riferimento nella posizione corretta rispetto al LESS, avrebbero saputo di essere sulla rotta giusta. Alcuni progetti includevano uno schermo graduato davanti al pilota che indicava l'angolo relativo ai punti di riferimento lunari.

### Controllo
Il controllo di assetto LESS variava molto tra i vari progetti. Alcuni utilizzavano il motore principale per il controllo dell'assetto mediante la sospensione cardanica dell'ugello del motore per modificare la direzione di spinta. Altri proponevano motori multipli e potevano sfruttare la strozzatura relativa o la frequenza degli impulsi per variare la spinta dei diversi motori e controllare l'assetto. Alcuni usavano propulsori RCS a gas freddo dove il gas ad alta pressione (tipicamente azoto) veniva rilasciato dagli ugelli per fornire una piccola quantità di spinta senza mettere in pericolo l'equipaggio con il gas caldo di un propulsore a razzo. La maggior parte forniva al pilota una semplice configurazione dello stick di controllo che aggiustava automaticamente l'assetto in base all'input del pilota.
I progetti più semplici non prevedevano alcun sistema di controllo dell'assetto. Il pilota si sarebbe invece alzato durante il volo, e si sarebbe semplicemente inclinato all'indietro, in avanti o lateralmente per spostare il centro di gravità rispetto al centro di spinta del motore fisso. Di conseguenza, la spinta sfalsata avrebbe fatto ruotare il LESS fino a quando l'astronauta non sarebbe tornato in posizione neutra e il centro di gravità sarebbe stato di nuovo allineato con la spinta del motore. Tuttavia, alla fine, si è ritenuto che questo sarebbe stato meno vantaggioso rispetto al controllo hardware, soprattutto perché avrebbe imposto notevoli vincoli al livello di spinta e all'inerzia del veicolo.

## Volo a lungo raggio
Mentre il LESS nasceva principalmente come "scialuppa di salvataggio" per l'equipaggio del LM, un semplice razzo capace di trasportare due astronauti sarebbe stato utile anche in altre aree. Il Rover Lunare ha consentito agli astronauti di viaggiare abbastanza velocemente per qualche chilometro, ma una versione migliorata del LESS avrebbe potuto consentire un trasferimento rapido su distanze molto più lunghe con la spinta di un razzo.
Attraverso l'aggiunta di gambe fisse, l'aumento della resistenza strutturale per sostenere le sollecitazioni di atterraggio, il supporto del throttling del motore o l'utilizzo di un cluster di motori RCS a impulsi, e l'aggiunta di un relè radio a lungo raggio, il progetto LESS sarebbe stato in grado di diventare un flyer a lungo raggio (LRF). Con circa 757 chili di propellente dal LM, gli astronauti avrebbero potuto percorrere da 40 a 60 miglia nautiche dal LM per esplorare un'area più ampia intorno al sito di atterraggio. Questo avrebbe permesso, ad esempio, di effettuare viaggi di ricognizione verso potenziali siti di atterraggio futuri, e l'LRF sarebbe stato utilizzato anche per il volo orbitale per riportare l'equipaggio al CSM in caso di emergenza.